# Mosshätting
Mosshätting (Galerina hypnorum) är en svampart som först beskrevs av Franz von Paula Schrank, och fick sitt nu gällande namn av Robert Kühner 1935. Enligt Catalogue of Life ingår Mosshätting i släktet Galerina,  och familjen Strophariaceae, men enligt Dyntaxa är tillhörigheten istället släktet Galerina,  och familjen buktryfflar. Arten är reproducerande i Sverige. Inga underarter finns listade i Catalogue of Life.

## Bildgalleri

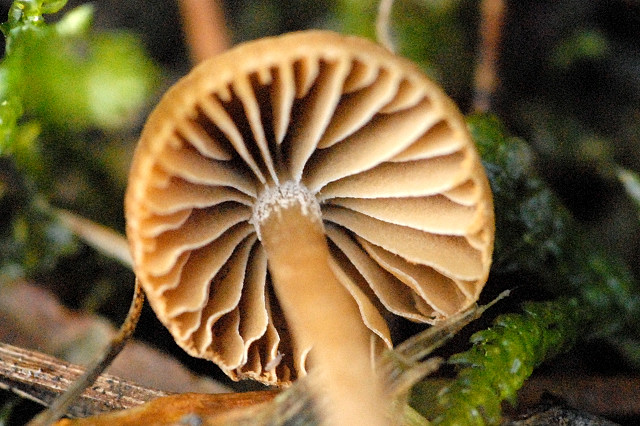